# 1562 en littérature
| Années de la littérature : 1559 - 1560 - 1561 - 1562 - 1563 - 1564 - 1565    |
| Décennies de la littérature : 1530 - 1540 - 1550 - 1560 - 1570 - 1580 - 1590 |

Cet article présente les faits marquants de l'année 1562 en littérature.

## Événements
- Janvier : Gorboduc tragédie de  Thomas Norton et Thomas Sackville, est produite à l'Inner Temple à l'occasion de la Twelfth Night. Elle est représentée devant la reine Élisabeth Ire à Whitehall le 18 janvier[1].

- 26 février : le Concile de Trente publie un décret sur le choix des livres. Il institue une commission pour remanier la liste des ouvrages interdits de 1559 ; elle rend ses travaux au pape Pie IV le 4 décembre 1563. Le nouvel Index librorum prohibitorum est publié le 24 mars 1564[2].
- 12 juillet : l'évêque du Yucatán Diego de Landa organise à Maní un autodafé des idoles et des codex mayas[3].

- Loi autorisant les perquisitions chez les libraires en Espagne[4].
- Le concile de Trente, sous l’impulsion du cardinal Hercule Gonzague, rétablit une totale liberté d’édition en Italie[5].

## Parutions
- 2 juin : les Chroniques de Genève rédigées par Michel Roset, grand thuriféraire de la Réforme calviniste, sont présentées au Conseil de Genève ; elles sont publiées pour la première fois par Henri Fazy en 1894[6].

- Discours des misères de ce temps, de Ronsard (huit éditions de 1562 à 1563)[7].

- Du droit usage de la philosophie morale avec la doctrine chrétienne, traité de  Pierre de La Place, est publié à Paris par Fédéric Morel[8].

- Gramere (« Grammaire ») de Pierre de La Ramée, un projet de réforme de l'orthographe française, est publié à Paris par André Wechel[9].

### Fictions
- Microcosme, une épopée biblique de Maurice Scève, est publié à Lyon chez Jean de Tournes[10].

- Il Rinalto (« Renaud »), poème héroïque de Le Tasse, est publié à Venise[11].
- The Tragical History of Romeus and Juliet poème narratif d' Arthur Brooke[12].

## Naissances
- 25 novembre : Félix Lope de Vega y Carpio, dramaturge et poète espagnol, considéré comme l'un des écrivains majeurs du Siècle d'or espagnol († 1635).
- Bartolomé Leonardo de Argensola, poète, écrivain et chroniqueur espagnol († 1631).